# Poznań Open 2014
Il Poznań Open 2014 è stato un torneo di tennis facente parte della categoria ATP Challenger Tour nell'ambito dell'ATP Challenger Tour 2014. È stata l'11ª edizione del torneo che si è giocato a Poznań in Polonia dal 14 al 20 luglio 2014 su campi in terra rossa e aveva un montepremi di 35 000 €+H.

## Partecipanti singolare

### Teste di serie
| Nazionalità          | Giocatore             | Ranking* | Testa di serie |
| -------------------- | --------------------- | -------- | -------------- |
| Slovenia             | Blaž Rola             | 81       | 1              |
| Austria              | Andreas Haider-Maurer | 97       | 2              |
| Belgio               | David Goffin          | 106      | 3              |
| Brasile              | João Souza            | 126      | 4              |
| Bosnia ed Erzegovina | Damir Džumhur         | 130      | 5              |
| Germania             | Andreas Beck          | 131      | 6              |
| Francia              | Pierre-Hugues Herbert | 132      | 7              |
| Romania              | Adrian Ungur          | 162      | 8              |

- Ranking al 7 luglio 2014.

### Altri partecipanti
Giocatori che hanno ricevuto una wild card:
- Andriej Kapaś
- Błażej Koniusz
- Kamil Majchrzak
- Grzegorz Panfil

Giocatori che sono passati dalle qualificazioni:
- Wesley Koolhof
- Cristian Garín
- Artem Smyrnov
- Miljan Zekić

Giocatori che hanno ricevuto un entry come alternate:
- Alex Bolt
- Germain Gigounon

## Partecipanti doppio

### Teste di serie
| Nazionalità | Giocatore          | Nazionalità | Giocatore      | Ranking* | Testa di serie |
| ----------- | ------------------ | ----------- | -------------- | -------- | -------------- |
| Polonia     | Tomasz Bednarek    | Finlandia   | Henri Kontinen | 141      | 1              |
| Svezia      | Andreas Siljeström | Slovacchia  | Igor Zelenay   | 249      | 2              |
| Stati Uniti | James Cerretani    | Germania    | Frank Moser    | 270      | 3              |
| Polonia     | Piotr Gadomski     | Paesi Bassi | Wesley Koolhof | 409      | 4              |

- Ranking al 7 luglio 2014.

### Altri partecipanti
Coppie che hanno ricevuto una wild card:
- Marcin Gawron /  Grzegorz Panfil
- Mateusz Kowalczyk /  Maciej Smoła
- Kamil Majchrzak /  Jan Zieliński

Coppie che sono passate dalle qualificazioni:
- Karol Drzewiecki /  Piotr Łomacki

## Vincitori

### Singolare
David Goffin ha battuto in finale  Blaž Rola con il punteggio di 6–4, 6–2

### Doppio
Radu Albot /  Adam Pavlásek hanno battuto in finale  Tomasz Bednarek /  Henri Kontinen con il punteggio di 7–5, 2–6, [10–8]